# Carl Hammarhjelm
Carl Hammarhjelm (i riksdagen kallad Hammarhjelm i Nynäs), född 26 september 1822 i Visnums församling, Värmlands län, död 18 januari 1894 i Visnums-Kils församling, Värmlands län, var en svensk godsägare och politiker. Han var son till Carl Fredrik Hammarhjelm.

## Biografi
Hammarhjelm var ägare till godset Nynäs i Värmland. Som riksdagsman var han ledamot av första kammaren 1866–1884, invald i Värmlands läns valkrets. I riksdagen skrev han 15 egna motioner bl.a. angående utformningen av ny markegångstaxa, anslag till järnvägsföretag och en hospitalsanläggning i Kristinehamn och en undersökning rörande Vänerns reglering. En motion handlade om  att frånvarande i RD skulle antecknas.
Han blev ledamot av Lantbruksakademien 1882.